# Cráton Amazônico

Localização aproximada dos crátons mesoproterozoicos (mais de 1,3 Ga) na América do Sul e África. São mostrados os fragmentos craterais de São Luís e Luis Alves (Brasil), mas o Cráton de Arequipa-Antofalla, o Cráton do Saara e alguns cratons africanos não são menores. Outras versões descrevem o escudo da Guiana separado do escudo amazônico por uma depressão.

O Cráton Amazônico é uma província geológica localizada na região amazônica da América do Sul. Ele ocupa uma grande parte da parte central, norte e leste do continente.. O Escudo da Guiana e o Escudo do Brasil Central (Escudo do Guaporé) constituem respectivamente as partes exumadas do norte e do sul do craton. Entre os dois escudos encontra-se a Fenda do Amazonas, uma zona de fraqueza dentro do cráton. Crátons menores de rochas pré-cambrianas ao sul do Escudo Amazônico são o Cráton do Rio de la Plata e o Cráton São Francisco, que fica à leste.
O Cráton do Río Apa na fronteira Paraguai-Brasil é considerado provavelmente apenas a parte sul do Cráton Amazônico. As rochas do rio Apa foram deformadas durante a orogenia de Sunsás.
Devido a sua dificuldade de acesso e a cobertura da densidade da floresta, é uma das áreas de terrenos Pré-Cambrianos menos conhecidas e estudadas. Dessa forma, a falta de dados geológicos coletados em campo faz com que o uso de datações geocronológicas sejam importantes para o estudo da evolução geológica desse cráton. 